# Kris Beech
Kristopher "Kris" Beech, född 5 februari 1981 i Sicamous, British Columbia, Kanada, är en kanadensisk ishockeyspelare som för närvarande spelar för HC TWK Innsbruck i EBEL.

## Spelarkarriär
Beech draftades som totalt nummer 7 i NHL-draften 1999 av Washington Capitals. Då spelade han för Calgary Hitmen i WHL.
Beech blev bortbytt ifrån Washington Capitals till Pittsburgh Penguins sommaren 2001. Beech spelade totalt 79 matcher med Penguins, innan han den 9 september 2005 byttes bort till Nashville Predators för ett draftval. Beech återvände till Washington Capitals organisation den 9 mars 2006, efter att ha blivit bytt i första rundan, för försvararen Brendan Witt. Beech skickades därefter ned till Hershey Bears för att ansluta sig till deras AHL slutspel och hjälpa dem vinna Calder Cup mot Milwaukee Admirals. 
Inför säsongen 2007-08 gick Beech till Columbus Blue Jackets. Den 10 januari 2008 flyttade Beech ifrån Columbus till Vancouver Canucks. Den 23 januari 2008, efter att bara ha spelat fyra matcher med Canucks, återvände Beech till Washington Capitals. Innan han spelat någon match med Capitals, gjorde Capitals sig av med honom och han draftades på nytt av Pittsburgh Penguins - Beech's fjärde lag under januari månad.
Den 10 oktober 2008 skrev Beech ett ettårskontrakt med HV71 i Elitserien. Beech anlände hos sin nya klubb tre dagar senare. Den 28 april 2009 förlängde Beech sitt kontrakt med HV71 med två år.
Inför säsongen 2011-12 skrev Beech ett ettårskontrakt med Lukko i finska SM-liigan.

## Meriter
- Calder Cup 2006
- SM-silver 2009
- SM-guld 2010

## Spelarstatistik
| 1996–97    | Calgary Hitmen                 | WHL        | 8   | 1  | 1   | 2   | 0   | -- | -- | -- | -- | -- |
| 1997–98    | Calgary Hitmen                 | WHL        | 58  | 10 | 15  | 25  | 24  | 12 | 4  | 5  | 9  | 14 |
| 1998–99    | Calgary Hitmen                 | WHL        | 68  | 26 | 41  | 67  | 103 | 6  | 1  | 4  | 5  | 8  |
| 1999–00    | Calgary Hitmen                 | WHL        | 66  | 32 | 54  | 86  | 99  | 5  | 3  | 5  | 8  | 16 |
| 2000–01    | Calgary Hitmen                 | WHL        | 40  | 22 | 44  | 66  | 103 | 10 | 2  | 8  | 10 | 26 |
| 2000–01    | Washington Capitals            | NHL        | 4   | 0  | 0   | 0   | 2   | -- | -- | -- | -- | -- |
| 2001–02    | Pittsburgh Penguins            | NHL        | 79  | 10 | 15  | 25  | 45  | -- | -- | -- | -- | -- |
| 2002–03    | Wilkes-Barre/Scranton Penguins | AHL        | 50  | 19 | 24  | 43  | 76  | 5  | 1  | 1  | 2  | 0  |
| 2002–03    | Pittsburgh Penguins            | NHL        | 12  | 0  | 1   | 1   | 6   | -- | -- | -- | -- | -- |
| 2003–04    | Wilkes-Barre/Scranton Penguins | AHL        | 53  | 20 | 25  | 45  | 97  | 22 | 9  | 6  | 15 | 4  |
| 2003–04    | Pittsburgh Penguins            | NHL        | 4   | 0  | 1   | 1   | 6   | -- | -- | -- | -- | -- |
| 2004–05    | Wilkes-Barre/Scranton Penguins | AHL        | 68  | 14 | 48  | 62  | 146 | 11 | 4  | 6  | 10 | 14 |
| 2005–06    | Milwaukee Admirals             | AHL        | 22  | 10 | 13  | 23  | 30  | -- | -- | -- | -- | -- |
| 2005–06    | Nashville Predators            | NHL        | 5   | 1  | 2   | 3   | 0   | -- | -- | -- | -- | -- |
| 2005–06    | Washington Capitals            | NHL        | 5   | 0  | 0   | 0   | 4   | -- | -- | -- | -- | -- |
| 2005–06    | Hershey Bears                  | AHL        | 10  | 8  | 6   | 14  | 6   | 21 | 14 | 14 | 28 | 30 |
| 2006–07    | Washington Capitals            | NHL        | 64  | 8  | 18  | 26  | 46  | -- | -- | -- | -- | -- |
| 2007–08    | Syracuse Crunch                | AHL        | 16  | 5  | 10  | 15  | 22  | -- | -- | -- | -- | -- |
| 2007–08    | Columbus Blue Jackets          | NHL        | 16  | 5  | 4   | 9   | 2   | -- | -- | -- | -- | -- |
| 2007–08    | Vancouver Canucks              | NHL        | 4   | 1  | 1   | 2   | 0   | -- | -- | -- | -- | -- |
| 2007–08    | Pittsburgh Penguins            | NHL        | 5   | 0  | 0   | 0   | 2   | -- | -- | -- | -- | -- |
| 2008–09    | HV71                           | SEL        | 45  | 17 | 17  | 34  | 116 | 18 | 3  | 3  | 6  | 22 |
| 2009–10    | Genève-Servette HC             | NLA        | 8   | 2  | O   | 2   | 12  | -- | -- | -- | -- | -- |
| 2009–10    | HV71                           | SEL        | 44  | 4  | 8   | 12  | 56  | 16 | 5  | 2  | 7  | 10 |
| 2010–11    | HV71                           | SEL        | 48  | 14 | 17  | 31  | 50  | 4  | 0  | 0  | 0  | 6  |
| 2011–12    | Lukko                          | SM-liiga   | 59  | 15 | 20  | 35  | 79  | 3  | 0  | 0  | 0  | 4  |
| 2012–13    | HC Pardubice                   | Extraliga  | 21  | 2  | 6   | 8   | 16  | —  | —  | —  | —  | —  |
| 2012–13    | AIK                            | SEL        | 23  | 3  | 2   | 5   | 16  | —  | —  | —  | —  | —  |
| 2013–14    | Straubing Tigers               | DEL        | 36  | 8  | 16  | 24  | 2   | —  | —  | —  | —  | —  |
| 2013–14    | Vienna Capitals                | EBEL       | 2   | 1  | 3   | 4   | 4   | 5  | 2  | 0  | 2  | 14 |
| 2014–15    | HC TWK Innsbruck               | EBEL       | 51  | 9  | 17  | 26  | 83  | —  | —  | —  | —  | —  |
| AHL totalt | AHL totalt                     | AHL totalt | 245 | 84 | 145 | 229 | 395 | 59 | 28 | 27 | 55 | 48 |
| NHL totalt | NHL totalt                     | NHL totalt | 198 | 25 | 42  | 67  | 113 | -- | -- | -- | -- | -- |
| SEL totalt | SEL totalt                     | SEL totalt | 160 | 38 | 44  | 82  | 238 | 38 | 8  | 5  | 13 | 38 |